# Bieslook

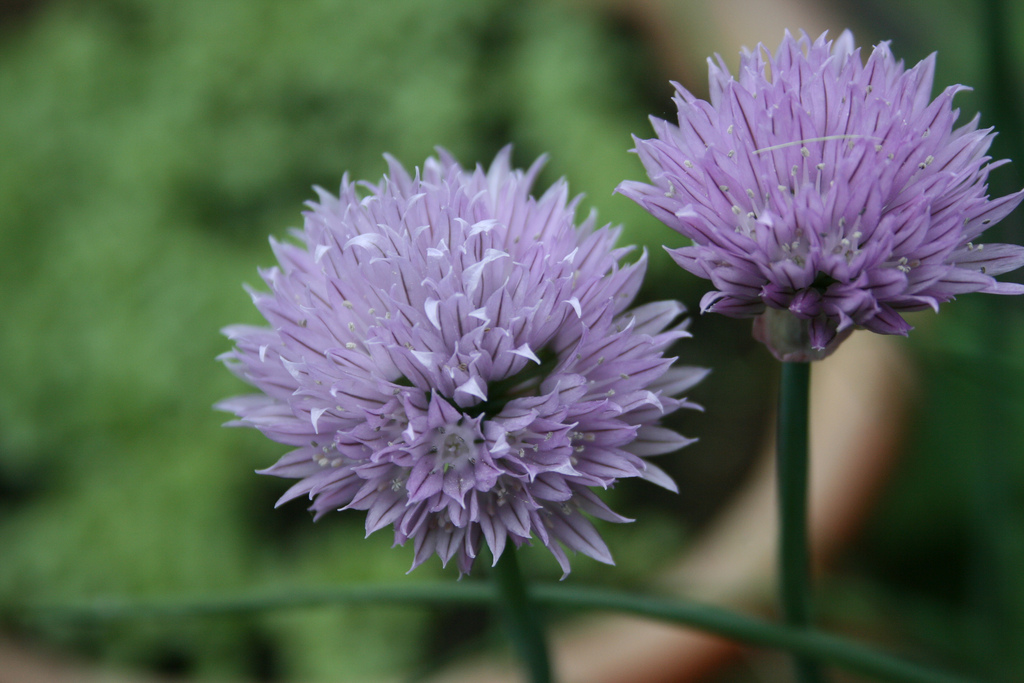
Bieslookbloem

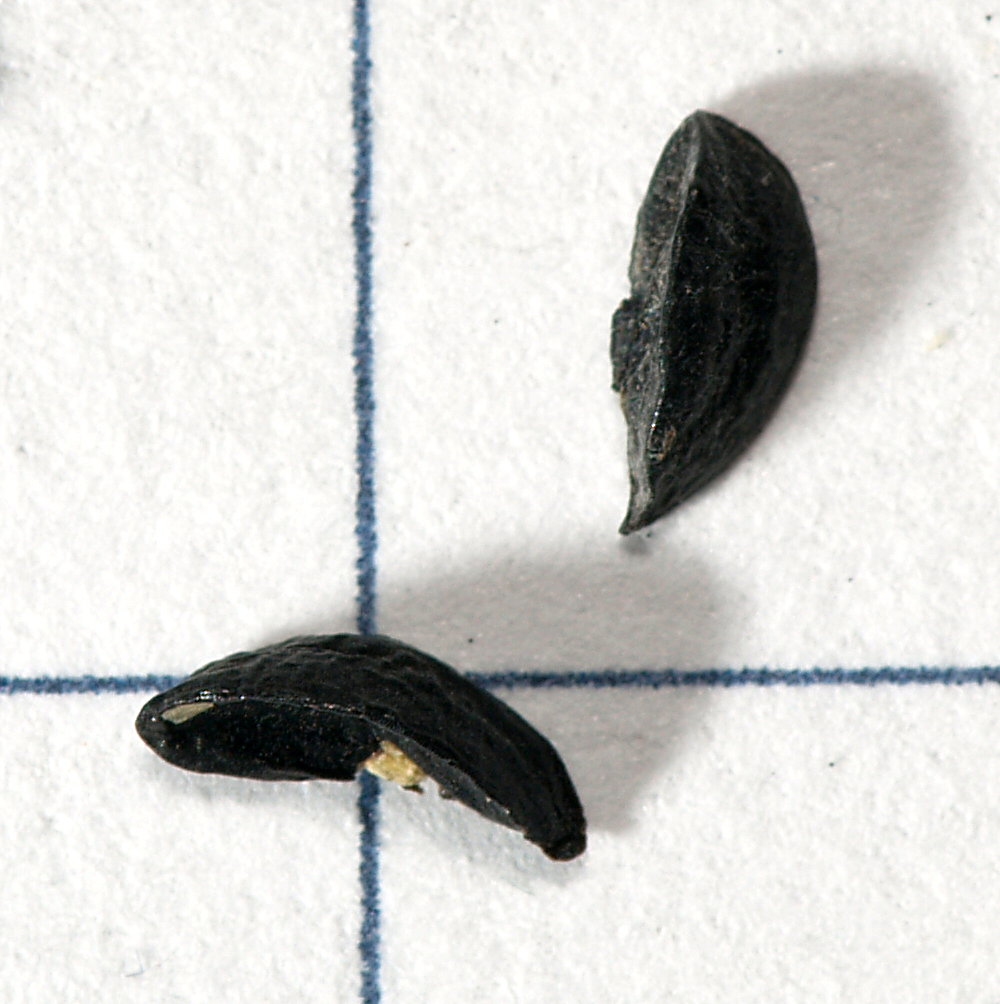
Zaad

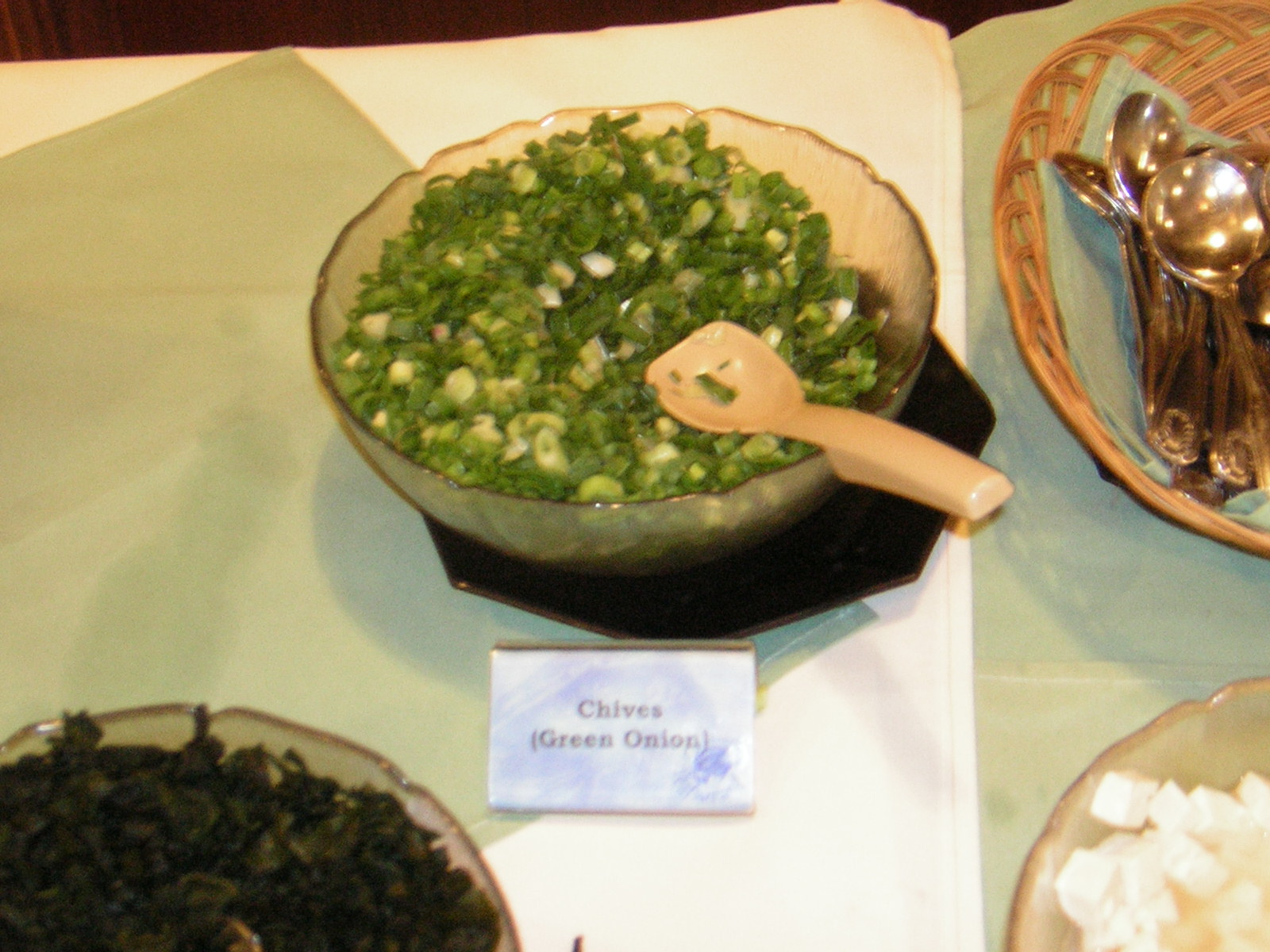
Bieslook als gerecht

Bieslook (Allium schoenoprasum) is een plant uit de narcisfamilie (Amaryllidaceae). De plant is verwant aan bolgewassen als ui, prei en knoflook.

## Verspreiding
Het is een vaste plant die afkomstig is uit Europa en Noord-Azië. De plant bloeit in juni en juli met blauw-roze-violette schermen. In België en Nederland komt nog wilde bieslook voor.

## Voortplanting
De plant zorgt voor een voedselvoorraad onder de grond die de winter overleeft, zodat deze in de lente heel snel op kunnen komen en kunnen bloeien en zaad produceren. Iedere 'bol' vormt een nieuwe bol, maar dikwijls ook meerdere broedbollen aan de wortels. Dit is de ongeslachtelijke vorm van voortplanting. Bovendien is er ook geslachtelijke voortplanting, door zaadvorming.
De plant is pollenvormend en heeft in de familie de kleinste bolletjes, die echter volkomen gelijkwaardig zijn aan de in vergelijking reusachtige bollen van Hippeastrum.
Het is goed om regelmatig de bladstengeltjes af te knippen, de plant groeit steeds weer aan. Zaaien kan rond eind maart en eind augustus, maar scheuren is eenvoudiger: graaf de plant uit, deel de kluit in tweeën en plant deze opnieuw. Dit kan men het beste doen in de lente. Bieslook kan na vier jaar het best op een andere plaats worden gezet.
Bieslook wordt bezocht door bijen.

## Gebruik
In de volksgeneeskunde wordt het kruid traditioneel gebruikt vanwege zijn vermeende bevorderende werking op eetlust en spijsvertering evenals vanwege zijn vermeende vochtafdrijvende werking.
Van de bieslook gebruikt men bij voedselbereiding vooral de jonge bladen en dunne stengels. Ook de bloemen kunnen worden gegeten. Deze zijn geschikt als garnering van gerechten.
Ook worden bloeiwijzen gebruikt in bloemstukken of gedroogd in droogboeketten.